# BDS C
BDS C (BD Software C Compiler) — компилятор для достаточно полного подмножества языка программирования Си, работавший на и генерировавший код для процессоров Intel 8080 и Zilog Z80. Написан Леором Золманом (Leor Zolman) и впервые опубликован в 1979 году, когда автору было 20 лет. «BDS» означает «Brain Damage Software» («Программное обеспечение, повреждающее мозг»).
BDS C был очень популярным и влиятельным среди пользователей и разработчиков CP/M в эру 8-разрядных компьютеров. Он работал значительно быстрее и был более удобным в использовании, чем другие компиляторы для Z80. BDS C мог запускаться на машинах оснащённых одним флоппи-диском и 30 килобайтами оперативной памяти, что казалось чудом по сравнению с другими коммерческими компиляторами, требовавшими множества проходов и записи промежуточных файлов на диск. Около 75 тысяч копий программы было продано, включая упрощённую версию для японского рынка.
Многие важные коммерческие продукты для CP/M были написаны с помощью этого компилятора, среди них — Mince и Scribble от Mark of the Unicorn, и большая часть программного обеспечения из набора Perfect Software (поставлявшегося с Kaypro), включая Perfect Writer, PerfectCalc, PerfectSpeller и PerfectFiler.
MARC (Machine Assisted Resource Coordinator) — разновидность UNIX — была написана с помощью этого компилятора. Эта попытка была сходна, в некоторых отношениях, с проектом Linux. Однако автор MARC, Ed Ziemba, погиб, ныряя с трубкой, до того, как смог закончить этот проект.
В 2002 году Леор Золман сделал исходный код компилятора общественным достоянием. Написанный на языке ассемблера для процессоров 8080, исходный код представляет скорее историческую, чем практическую ценность, но он может быть интересным для тех, кто желает знать, как в то время писались крупные программы для маленьких компьютеров.